# Dia Internacional de Conscientização sobre Perda e Desperdício de Alimentos
O Dia Internacional de Conscientização sobre Perda e Desperdício de Alimentos é um dia comemorado anualmente em 29 de setembro desde 2020, proclamado pela Assembleia Geral das Nações Unidas em 2019.

## Proclamação
O Dia Internacional de Conscientização sobre Perda e Desperdício de Alimentos foi proclamado pela Assembleia Geral das Nações Unidas em 19 de dezembro de 2019, sob proposta de Andorra e San Marino. Essa proclamação tem o objetivo de aumentar a conscientização sobre a importância de reduzir a perda e o desperdício de alimentos para melhorar a segurança alimentar e nutricional e promover sistemas alimentares sustentáveis. O dia visa chamar a atenção do setor público e privado, bem como da sociedade em geral, para a necessidade de adotar medidas integradas para reduzir a perda e o desperdício de alimentos, promovendo inovações e boas práticas.

## Celebração
A data escolhida para essa comemoração é 29 de setembro, com a primeira celebração oficial ocorrendo em 2020. Esse dia foi escolhido para alinhar os esforços globais em torno da redução da perda e do desperdício de alimentos, reforçando a importância dessa questão no contexto da Agenda 2030 para o Desenvolvimento Sustentável, cujo objetivo é reduzir pela metade o desperdício global de alimentos per capita no varejo e no consumidor, e reduzir as perdas de alimentos ao longo das cadeias de produção e fornecimento. As atividades típicas da celebração incluem campanhas de conscientização, conferências, seminários e a promoção de práticas sustentáveis na cadeia de suprimento de alimentos. Além disso, são destacadas iniciativas para melhorar a infraestrutura de transporte e armazenamento e a adoção de tecnologias inovadoras para evitar o desperdício.
A Organização das Nações Unidas para Alimentação e Agricultura (FAO) e o Programa das Nações Unidas para o Meio Ambiente (PNUMA) são as principais agências que lideram essa celebração. A FAO se concentra na medição e na redução da perda de alimentos, enquanto o PNUMA promove a redução do desperdício de alimentos no consumo doméstico e no varejo.

## Temas
- 2020–2021: Eliminar a perda e o desperdício de alimentos. Para as pessoas. Para o planeta[4][5]
- 2022: Combater a perda e o desperdício de alimentos: uma oportunidade de tripla vitória[6]
- 2023: Tomar medidas para reduzir a perda e o desperdício de alimentos para transformar os sistemas agroalimentares globais[7]